# Saúl Lisazo
Saúl Gustavo Lisazo Ozcoidi (Los Toldos província de Buenos Aires, 1 de junho de 1956) é um ator argentino que adquiriu fama internacional atuando em telenovelas no México e Estados Unidos.

## Biografia
Saúl desde muito pequeno sonhou em ser jogador de futebol, ele jogou durante 10 anos, em várias equipes como "Sarmiento" e "Atlanta" da Argentina, "Beveren" e "Matina" da Bélgica, entre outros times. Infelizmente sofreu uma lesão e teve que deixar os jogos de futebol, dando um rumo completamente distinto a sua vida ao decidir ser modelo, sem imaginar que anos mais tarde se tornaria um ator, como uma das figuras mais conhecidas no mercado latino de telenovelas.                                      
Ao final dos anos 80, Saúl se mudou para Espanha e estudou atuação na academia da atriz Cristina Rotta. Depois de um tempo de preparação, ele teve sua primeira oportunidade, em um filme  intitulado "El Regreso a la Isla del Tesoro".  
No começo dos anos 90, ele viajou para o México, onde na aquela época era conhecido por ser a imagem de uma importante companhia de licor. Durante sua estadia neste país, teve a oportunidade de trabalhar em obras de teatro como: "La Fierecilla Domada" e "Tartufo". 
A primeira telenovela em que participou foi Amor de nadie, em 1990, no qual compartilhou créditos com Lucía Méndez, a partir de este trabalho form chegando diferentes ofertas que lhe permitiram participar em telenovela de êxito como: Acapulco, cuerpo y alma, La jaula de oro, e Vivo por Elena entre outras. 
Depois de mas de 13 anos de trabalho na Televisa, ele aceitou a proposta de trabalhar com a rede Telemundo para protagonizar Gitanas. Nesta telenovela, interpretou o padre cura Juan Domínguez, um homem forte, entregue a Deus e que sem esperar, termina envolvido nas redes de um amor passional. 
Ao terminar Gitanas, ele é chamado novamente por Telemundo para participar na produção original, Tierra de pasiones, em 2006, atuando novamente com Gabriela Spanic, atriz com quem já havia atuando, protagonizado Marco Duran na telenovela Por tu amor em 1999. Nesta telenovela, personificou Francisco Contreras, um homem brilhante que trabalha em uma importante empresa de marketing em Los Angeles e que termina cuidando dos vinhedos da fazenda de seu pai. 
Saúl também já incursionou no âmbito cinematográfico figurando em filmes como: "Ladrón que roba ladrón", filme realizado em 2007, e "Aventura"; ambos realizados na cidade de Los Angeles. 
Em 2006, viveu um dos momentos mais destacados de sua carreira ao receber uma estatueta dos Prêmios Emmy Latino, como reconhecimento do seu trabalho dentro do meio artístico latino-americano na televisão estadunidense. 
Em 2008, Saúl entra no elenco da primeira série produzida pela HBO para América Latina, chamada Capadocia, na que atua com as atrizes Ana de la Reguera e Cecilia Suárez.

Atualmente em 2010, está no elenco da telenovela El Clon, exibida na telemundo. A novela trata-se de um remake de O Clone, telenovela brasileira exibida em 2001, pela Rede Globo, na novela ele vive o personagem Leonardo Ferrer.

## Filmografia
| Ano  | Título                   | personagem                                     |
| ---- | ------------------------ | ---------------------------------------------- |
| 2019 | Betty En NY              | Roberto Mendoza                                |
| 2017 | Vikki RPM                | Turbo Bonetti                                  |
| 2014 | Siempre Tuya acapulco    | El Mismo                                       |
| 2014 | Las Bravo                | Enrique Velázquez                              |
| 2012 | El rostro de la venganza | Ezequiel Alvarado                              |
| 2010 | El Clon                  | Leonardo Ferrer                                |
| 2007 | Mientras haya vida       | Hector Cervantes                               |
| 2007 | Ladrón que roba a ladrón | Moctesuma Valdez                               |
| 2006 | Tierra de pasiones       | Francisco Contreras                            |
| 2004 | Gitanas                  | Juan Dominguez                                 |
| 2004 | Corazones al límite      | Dr. Ernesto Torres                             |
| 2001 | El derecho de nacer      | Aldo Drigani                                   |
| 1999 | Por tu amor              | Marco Durán                                    |
| 1999 | El niño que vino del mar | Don Alfonso Cáceres de Ribera 'Duque de Oriol' |
| 1998 | Vivo por Elena           | Juan Alberto Montiel                           |
| 1997 | La jaula de oro          | Alex Moncada                                   |
| 1995 | Bajo un mismo rostro     | Teodorakis                                     |
| 1995 | Acapulco, cuerpo y alma  | David Montalvo                                 |
| 1994 | El día que me quieras    | Miguel                                         |
| 1994 | Prisionera de amor       | Jose Armando                                   |
| 1993 | Tenías que ser tú        | Alejandro Reyes                                |
| 1990 | Amor de nadie            | Luis                                           |